# تله‌نوولا
تله‌نوولا (به اسپانیایی: Telenovela) به مجموعه‌های تلویزیونی محدودی گفته می‌شود که در کشورهای آمریکای لاتین محبوبیت دارند.
تله‌نوولاها دارای قسمت‌های متعدد هستند و پس از مدت طولانی (معمولاً کمتر از یک سال) به پایان می‌رسند. این مجموعه‌ها ترکیبی هستند از هنرهای نمایشی، رمان‌های قرن نوزدهم و قصه‌های رادیویی آمریکای لاتین.